# Alofi

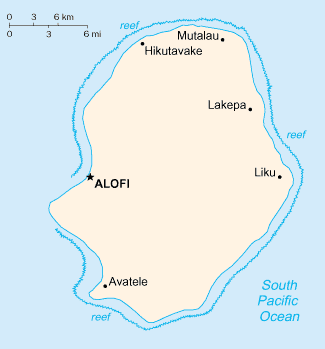
Alofi.

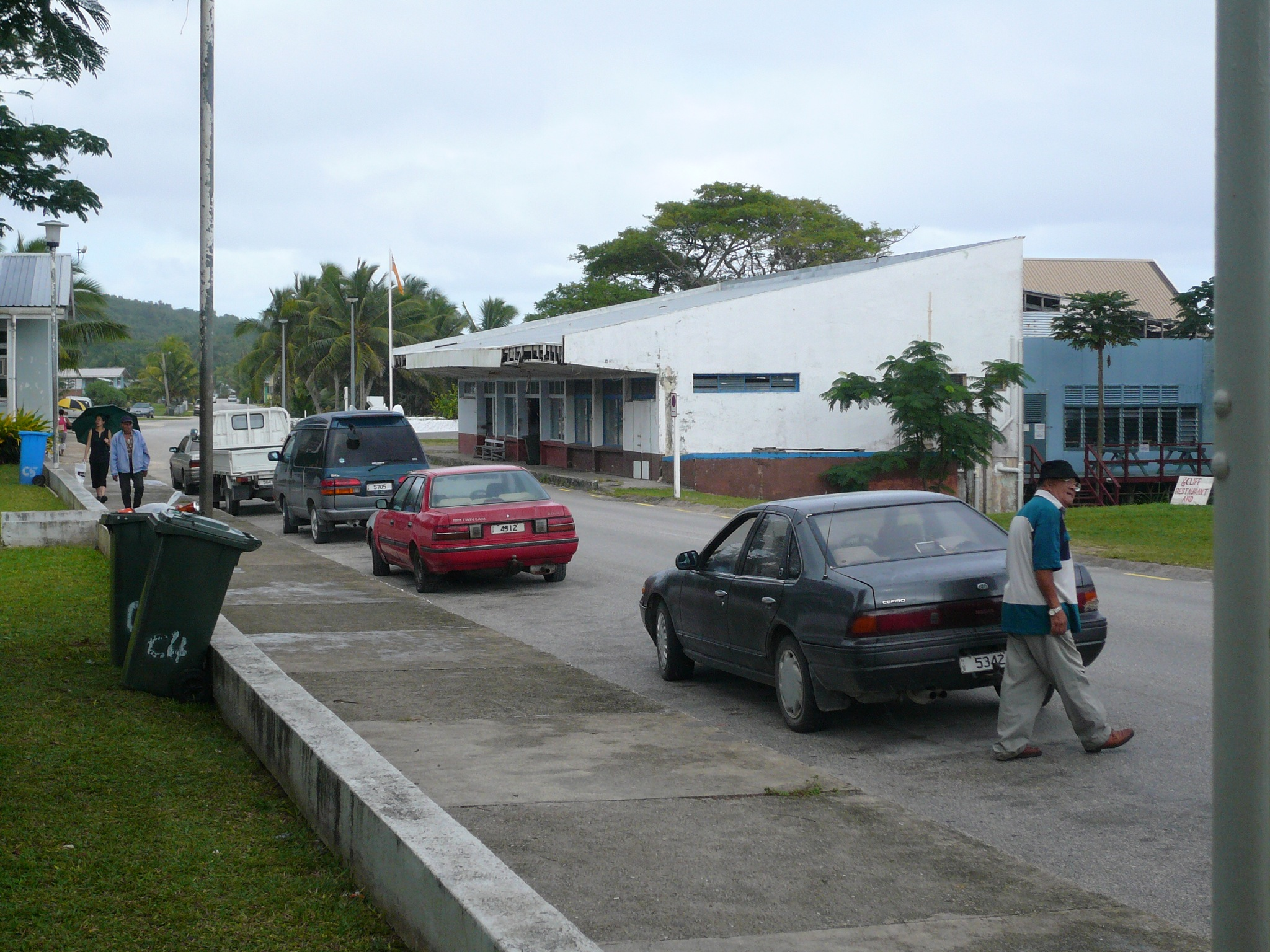
Con đường ở Alofi

Alofi là thủ đô của đảo quốc Niue. Dân số của Alofi là 1.000 người (điều tra dân số năm 2014). Đô thị này gồm 2 làng Alofi Bắc (dân số 147 người) và Alofi Nam, nơi đóng trụ sở chính quyền (dân số 434 người).
Đô thị này nằm ở trung tâm của vịnh Alofi, bên bờ tây của đảo. Tháng 1 năm 2004, đô thị này bị cơn bão nhiệt đới Heta tàn phá, làm 2 người thiệt mạng và tàn phá nặng nề toàn hòn đảo, nhiều công trình bị hư hại.

## Khí hậu
Khí hậu tại Alofi là khí hậu rừng mưa nhiệt đới của Phân loại khí hậu Köppen, không có Mùa khô. Thành phố có một đợt khô hơn đáng kể từ tháng đến tháng chín. Tuy nhiên, trên 60 mm (2,4 in) mưa, giới hạn cho một tháng mùa khô. Nhiệt độ trung bình thay đổi một chút trong suốt cả năm trong Alofi lơ lửng xung quanh 27 °C (81 °F), trong tháng nóng nhất (tháng hai) và khoảng 23 °C (73 °F) trong những tháng lạnh nhất (tháng 7).

## Khác
- East-West Center (ngày 20 tháng 1 năm 2009). "Niue recovery at $23 million, Alofi to be relocated". East-West Center. East-West Center. Truy cập ngày 3 tháng 8 năm 2009.
- Kalauni, Hubert M (ngày 10 tháng 6 năm 2008). "DECLARATION OF FINAL RESULT OF POLL FOR THE NIUE LEGISLATIVE ASSEMBLY GENERAL ELECTION ¶ SATURDAY 7 JUNE 2008" (PDF). Government of Niue. Alofi, Niue. tr. 2. Truy cập ngày 3 tháng 8 năm 2009. {{Chú thích web}}: Liên kết ngoài trong |work= (trợ giúp)[liên kết hỏng]
- NZ Ministry of Foreign Affairs and Trade (ngày 22 tháng 6 năm 2009). "Niue - Country Information Paper - NZ Ministry of Foreign Affairs and Trade". NZ Ministry of Foreign Affairs and Trade. Bản gốc lưu trữ ngày 21 tháng 8 năm 2011. Truy cập ngày 3 tháng 8 năm 2009.
- Siosikefu, Margaret Hagen; Haberkorn, Gerald (2008),  soạn tại Auckland, New Zealand, Niue population profile based on 2006 census of population and housing: a guide for planners and policy-makers (PDF), Nouméa, New Caledonia: Secretariat of the Pacific Community, tr. 4–5, ISBN 978-982-00-0235-7, AACR2 304.609 9626, Bản gốc (PDF) lưu trữ ngày 13 tháng 11 năm 2009, truy cập ngày 3 tháng 8 năm 2009
- "Weatherbase: Historical Weather for Alofi, Niue". Weatherbase. 2009. Truy cập ngày 3 tháng 8 năm 2009.